# 安冬旭
安冬旭（有人误写作“安东旭”，1992年12月27日—），中国陕西省渭南市人，围棋职业六段棋手。他6岁学棋，2007年入段，2015年7月升为六段。他获2012年全国围棋个人赛男子乙组冠军。

## 国内比赛成绩
2012年第14届阿含桐山杯进入本赛16强，后负于古力。2013年和2014年代表西安曲江队、2017年代表广东东湖棋院队参加围甲联赛。

## 国际比赛成绩
2012年第一届百灵杯预选赛连胜金明训、陶忻进入本赛64强，后负于常昊。
2013年第一届梦百合杯预选赛连胜洪基杓、黄云嵩进入本赛64强。本赛首轮对阵日本棋手山下敬吾，安冬旭因航班晚点不能按时赶到赛场，经过中日代表团协商，山下敬吾同意推迟开赛并且不扣除安冬旭的用时。结果安冬旭战胜山下敬吾进入32强，后负于邬光亚。